# Febre de Qigong
Febre de Qigong (气功热, Qìgōng rè), também conhecido como o "qigong boom" (boom do qigong, em inglês) foi um fenômeno social na República Popular da China durante as décadas de 1980 e 1990, no qual a prática do qigong alcançou popularidade extraordinária, com prática diária em massa. No seu auge, estima-se que o número de praticantes de qigong atingiu entre 60 e 200 milhões, desenvolvendo-se em uma grande subcultura.

## História
O termo chinês Qìgōng rè (气功热), conhecido em inglês como "the qigong boom" (boom do qigong) ou "qigong fever" (febre do qigong), foi um fenômeno social em que a prática em massa do qigong se tornou extraordinariamente popular na República Popular da China, durante as décadas de 1980 e 1990, com mais de 2.000 organizações de qigong e entre 60 e 200 milhões de praticantes. O movimento é caracterizado pela aprovação inicial do qigong pelo governo, com ênfase nos benefícios para a saúde, na medicina tradicional e nas aplicações das artes marciais, e em uma perspectiva científica; renascimento do interesse pela filosofia tradicional, realização espiritual e folclore; ascensão ao poder de "grandes mestres" (por exemplo, Zhang Baosheng ) como líderes culturais e políticos; e oposição aos esforços para legitimar o qigong com base na ciência contra o movimento de deslegitimar o qigong como pseudociência . Em 1999, o governo da republica popular da China instituiu uma repressão sistemática às organizações de qigong que eram vistas como um desafio ao controle estatal, incluindo a proibição da prática em massa de qigong, o encerramento de clínicas e hospitais de qigong e a proibição de grupos como o Zhong Gong e o Falun Gong .  